# Терская постоянная милиция
Терская постоянная милиция — милицейское подразделение в Терской области Российской империи.
Сформирована 29 января 1865 года по проекту, представленному Д. И. Святополк-Мирским в количестве 12 сотен. Постоянная милиция была создана на основе опыта Терского конно-иррегулярного полка и Временной туземной милиции, которые были одновременно с ней упразднены.

## Правовой статус
29 января 1865 года император Александр II утвердил временное «Положение о Терской постоянной милиции». Её численный состав не должен был превышать 11 сотен, а подчинялась она начальнику Терской области (по другому источнику постоянная милиция подчинялась особому штаб-офицеру со званием инспектора её). Для проверки личного состава милиции, снабжения её продовольствием, при областном начальнике учреждалась должность инспектора Терской постоянной милиции. Инспектору никакой распорядительной власти по милиции не предоставлялось.
Правовой статус постоянной горской милиции за время ее функционирования определенным образом менялся. Так, милиционеры, получавшие жалованье надсмотрщиков лесов, на основании Указа от 30 декабря 1869 г., были исключены из состава сотни, так как по этому Указу горские округа переводились на общегражданское управление. Менялась и ведомственная подчиненность горской милиции. В 1871 году из ведомства Кавказского горского управления милиция была передана в штаб Кавказского военного округа.

## Состав и комплектование
В состав постоянной милиции входила охранная стража, а в округах Среднего Военного отдела, в Нагорном округе Восточного отдела и в Ингушском округе — наиболее беспокойных в военно-политическом отношении — сельская полиция. 19 июня 1862 года командующим Кавказской армией был утверждён проект об учреждении в Терской области охранной стражи и земской полиции.
Сотенные командиры милиции и их помощники избирались из горцев, дослужившихся до офицерских чинов. Урядниками же и всадниками принимались, по добровольному желанию «…исключительно туземцы Терской области». Служба офицеров милиции, в отношении их прав и льгот, приравнивалась к службе в регулярных войсках, но при переводе их в регулярные войска, офицеры-милиционеры принимались на общих основаниях.
Все чины милиции обязаны были иметь одежду и вооружение за свой счёт. В силу того, что обмундирование, вооружение и лошадь стоили в то время довольно дорого, иногда всем сельским обществом, коллективно, оказывали помощь односельчанину, желавшему служить в милиции. Например, хорошее седло стоило 3 коровы, хорошее кремневое ружьё — 7 коров. Горцы, служа в российской милиции, одевались в свою национальную форму — черкеску, папаху, бурку и т. п. Интересно, что в 80-х годах XIX века был принят закон, по которому казакам Терского войска также было официально разрешено заменить форменные мундиры черкесками произвольных цветов, одинакового с мундирами покроя.
Хотя по закону Терская постоянная милиция могла состоять только из 11 сотен, её численный состав периодически менялся. В состав Терской милиции входили аульные старшины и их помощники, составлявшие земскую полицию. Кроме сотенного командира (с офицерским званием) в состав милицейских сотен входили юнкеры, урядники, всадники и писарь. Писарь направлялся из казачьих или регулярных войск. Кроме того, в каждой милицейской сотне должны были служить два человека (в крайнем случае, один), владевшие русским языком и умевшие писать по-русски. Офицеры милиции носили на черкесках плечевые погоны и эполеты.
Самое крупное сокращение милиции за 60-70-е годы XIX века произошло в 1865 году, когда горцы эмигрировали в Турцию. Затем её численность выросла до 14 сотен. По данным на конец XIX века, состояла из 9 конных сотен; 18 офицеров и 1026 нижних чинов. Главноначальствующему гражданскою частью на Кавказе предоставляется соответственно обстоятельствам уменьшать или увеличивать её численность.
На каждого офицера заводился послужной список, в котором указывались: фамилия, имя, отчество; должность по службе; чин, ордена и знаки отличия; когда родился, из какого звания и какой губернии уроженец, вероисповедание и где воспитывался. Зачастую один и тот же милиционер значился в царской документации под разными фамилиями или именами.

## Выполняемые задачи
Терская постоянная милиция подчинялась командующему войсками Терской области. Постоянная милиция учреждалась для охраны внутренней безопасности Терской области. Обязанности постоянной милиции заключались в следующем:
- составлять конвой командующего войсками, начальников отделов, округов и участков для охраны их безопасности и исполнения их приказов;
- осуществлять полицейский надзор в аулах;
- наблюдать за безопасностью дорог и частной собственности.

Сформированные сотни постоянной горской милиции охраняли пути сообщения в области, несли службу на кордонах. По кордонам были распределены в основном бывшие чины Терского Конно-иррегулярного полка, 6 сотен которого влились в милицию.
Для освобождения напряжения в крае был создан полк из чеченцев для участия в подавлении польского восстания 1863—1864 годов. В состав полка были набраны лица, считавшиеся «наиболее беспокойными». Терские милиционеры участвовали в подавлении восстаний, конвоировали горцев при переселении в Османскую империю. Зачастую горцы сами изъявили желание участвовать в этих экспедициях, так как за такую работу больше платили и в условиях военного времени можно было быстрее дослужиться до более высокого чина или получить награду, что также давало прибавку к жалованью.
В одном из воззваний, распространённых среди горцев во время самого крупного за весь период после окончания Кавказской войны вооружённого восстания горцев в Чечне и Дагестане в 1877—1878 годах против российских властей, говорилось: «Служащие из наших узденей в русских учреждениях продают ислам за чины, ордена и деньги, живут зажиточно, сильно поддерживают сторону русских». Действительно, в ходе подавления восстания были очень редки случаи перехода милиционеров на сторону восставших. Это не осталось не замеченным властями. Многие чеченцы получили ордена и медали за участие в подавлении восстания 1877—1878 годов в Чечне и Дагестане.

## Упразднение
Милиция была упразднена в 1910 году (по другому источнику в 1913 году), на её основе была создана Терская охранная стража, аналогичная земской страже центральных губерний империи.
Вопрос о Терской постоянной милиции поднимался в III Государственной думе. В Главном управлении казачьих войск был разработан проект преобразования этой милиции в Терскую полицейскую стражу, которая состояла бы в основном из казаков. Если милиционеру платили не более 240 руб. в год, то стражнику намеревались положить от 300 до 430 рублей. Появление вместо милиции полицейской стражи совпало с некоторым обновлением администрации Терской области. Казаки стали составлять до 90 % Терской полицейской стражи.